# Sapoʻe
Sapoʻe ist ein Ort an der Südküste von Upolu in Samoa, im Distrikt Atua. 2016 hatte er 105 Einwohner.

## Geographie
Sapoʻe liegt zusammen mit Utulaelae an der Südküste, westlich von Matatufu und Lotofaga.
Im Ort befindet sich die Kirche EFKS Sapoʻe.

## Klima
Das Klima ist tropisch heiß, wird jedoch von ständig wehenden Winden gemäßigt. Ebenso wie die anderen Orte in Samoa wird Sapoʻe gelegentlich von Zyklonen heimgesucht.